# Ouro Preto
Pour les articles homonymes, voir Ouro Preto (homonymie).
Ouro Preto (« Or-noir » en français) est une ville de l'État fédéré du Minas Gerais au Brésil, située dans le sud-est du pays.
La ville d'Ouro Preto (alors appelée Vila Rica) est fondée le 8 juillet 1711 à la suite de la découverte par les bandeirantes (pionniers) d'or dans les rivières du Minas Gerais, vers la fin du XVIIe siècle. Une foule de chercheurs d'or, bientôt rejoints par des commerçants, vient s'y installer pour y faire fortune.
Ouro Preto devient rapidement une ville non seulement prospère mais aussi très importante : vers 1750, elle compte plus d'habitants que Rio de Janeiro ou New York. La richesse de la ville lui permet de construire une multitude d'églises baroques, dont plusieurs sont décorées par l'architecte-sculpteur Aleijadinho, surnommé « le petit estropié » car atteint de la lèpre.
Avec la fin de l'exploitation de l'or dans l'État du Minas Gerais, la ville est peu à peu abandonnée et à ce titre a très peu changé depuis cette époque.
La ville d'Ouro Preto reste donc une cité coloniale, pavée. Elle est de plus construite sur plusieurs collines aux pentes relativement raides, d'où l'on peut profiter de nombreux points de vue, ce qui lui donne un cachet tout particulier. La ville est inscrite sur la liste du patrimoine mondial de l'humanité par l'UNESCO.
Une École des mines y est fondée le 12 octobre 1876 par un Français, Claude-Henri Gorceix (1842-1919). Il fut appelé au Brésil pour y organiser l'enseignement de la géologie et de la minéralogie par l'empereur Dom Pedro II. Elle est de renommée internationale.
Il existe plus de 300 fraternités dans la ville créées autour de l'école des Mines. La ville est aussi très connue pour les traditions qui règnent dans ces fraternités, et surtout parce que ce sont elles qui organisent le plus grand carnaval universitaire du pays, des visiteurs de tout le pays et étrangers également viennent passer les festivités dans ces fraternités qui organisent une programmation interminable de fêtes.
La ville dispose du plus vieux théâtre sur le continent américain encore en service (1770).

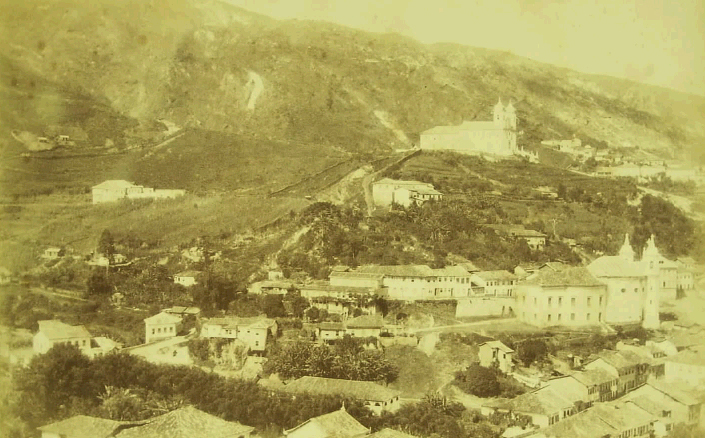
Ouro Preto en 1870

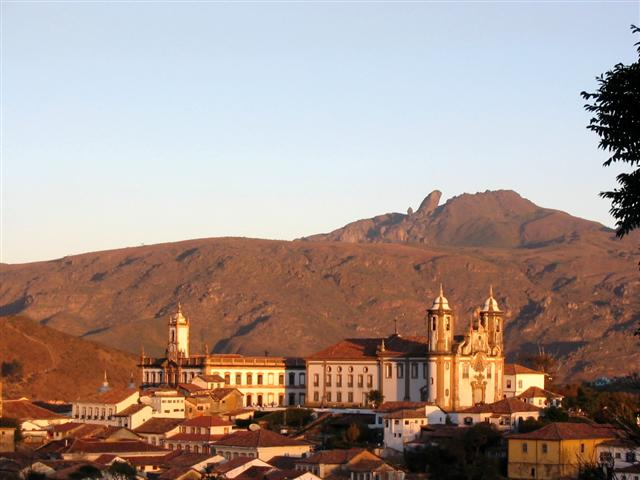
Ouro Preto à la tombée du jour